# Gerador de números aleatórios
Gerador de números aleatórios é a geração de uma sequência de números ou símbolos que não podem ser razoavelmente previstos melhor do que por uma chance aleatória, geralmente por um gerador de número aleatório de hardware (RNG).  Várias aplicações da aleatoriedade levaram ao desenvolvimento de vários métodos diferentes para gerar dados aleatórios, alguns dos quais existem desde os tempos antigos, entre os quais estão exemplos "clássicos" bem conhecidos, incluindo o lançamento de dados, lançamento de moedas, o embaralhamento de cartas de jogar, assim como inúmeras outras técnicas.
Porém, como computadores comuns apenas geram pseudoaleatoriedades, a aleatoriedade como recurso acessível a todos acaba sendo um grande obstáculo. Com isso, para superar esse empecilho, torna-se fundamental sua disposição por meio de um serviço público. No entanto, a disponibilidade do recurso num meio público acaba gerando problemas de confiabilidade, já que tem todos podem acessá-lo. Como contorno, foram criados os Beacons de Aleatoridade, que garantem confiabilidade na distribuição dos dados aleatórios.
Segundo a agência National Institute of Standards and Technology(NIST), um beacon de aleatoridade é um serviço que gera regularmente resultados aleatórios, inesperados, que vêm com meta datas associadas criptograficamente. Cada uma das saídas, que geram os resultados, são chamadas de pulsos e uma sequência dessas saídas forma uma corrente. Diante dos pulsos gerados, os usuários podem consultá-los extraindo o resultado aleatório.
Além da NIST alguns serviços semelhantes são: ⁣
- Random UChile.
- Inmetro Randomness Beacon.
- Liga de la Entropía.